# El hombre de negro (telenovela)
El hombre de negro fue una telenovela colombiana realizada en 1982 por R.T.I. y emitida por la televisión pública de Colombia. Protagonizada por Luis Eduardo Arango y María Cecilia Botero, escrita por Julio Jiménez y dirigida por David Stivel.
Con una duración de 93 capítulos, la telenovela es una historia de suspenso y se desarrolla en un inquilinato.

## Sinopsis
A una lujosa mansión que sirve como pensión de elegantes y distinguidas personas de la alta sociedad llega un misterioso hombre que siempre se viste de negro y quien guarda un secreto.
Cada miembro hospedado en la pensión representa un antivalor, como: la dueña,arribista y amargada; la "niña bien",frívola y superficial; el estudiante noble, tímido extraño; el comerciante codicioso y machista; la anciana moralista y dogmática; la actriz hipócrita y vanidosa; el galán "socialite" vividor y arrogante; la criada alcohólica, manipuladora, taimada; el jubilado avaro y gruñón; el viejo gris, apocado y visor; la joven romántica, ilusa, soñadora. Y por supuesto el ser extraño y secreto.'El Hombre De Negro'.
Un escabroso crimen al interior de la mansión dará inicio a que estos personajes que cohabitan vayan mostrando las diversas, complejas y estremecedoras personalidades, sacando lo peor de sí para resolver el enigma dentro de la casa. 

## Elenco
- Luis Eduardo Arango ... El hombre de negro
- María Cecilia Botero ... La frívola
- Delfina Guido ... La dueña
- Jorge Emilio Salazar ... El estudiante
- Karina ... La moralista
- Gloria Zapata ... La actriz
- Ronald Ayazo ... El comerciante
- Consuelo Luzardo ... La criada
- Jaime Saldarriaga ... El vividor
- Boris Roth ... El jubilado
- Silvio Ángel ... El viejo
- Yadira Sánchez ... La romántica
- Lucero Galindo